# Landtag d'Alsace-Lorraine
Strasbourg

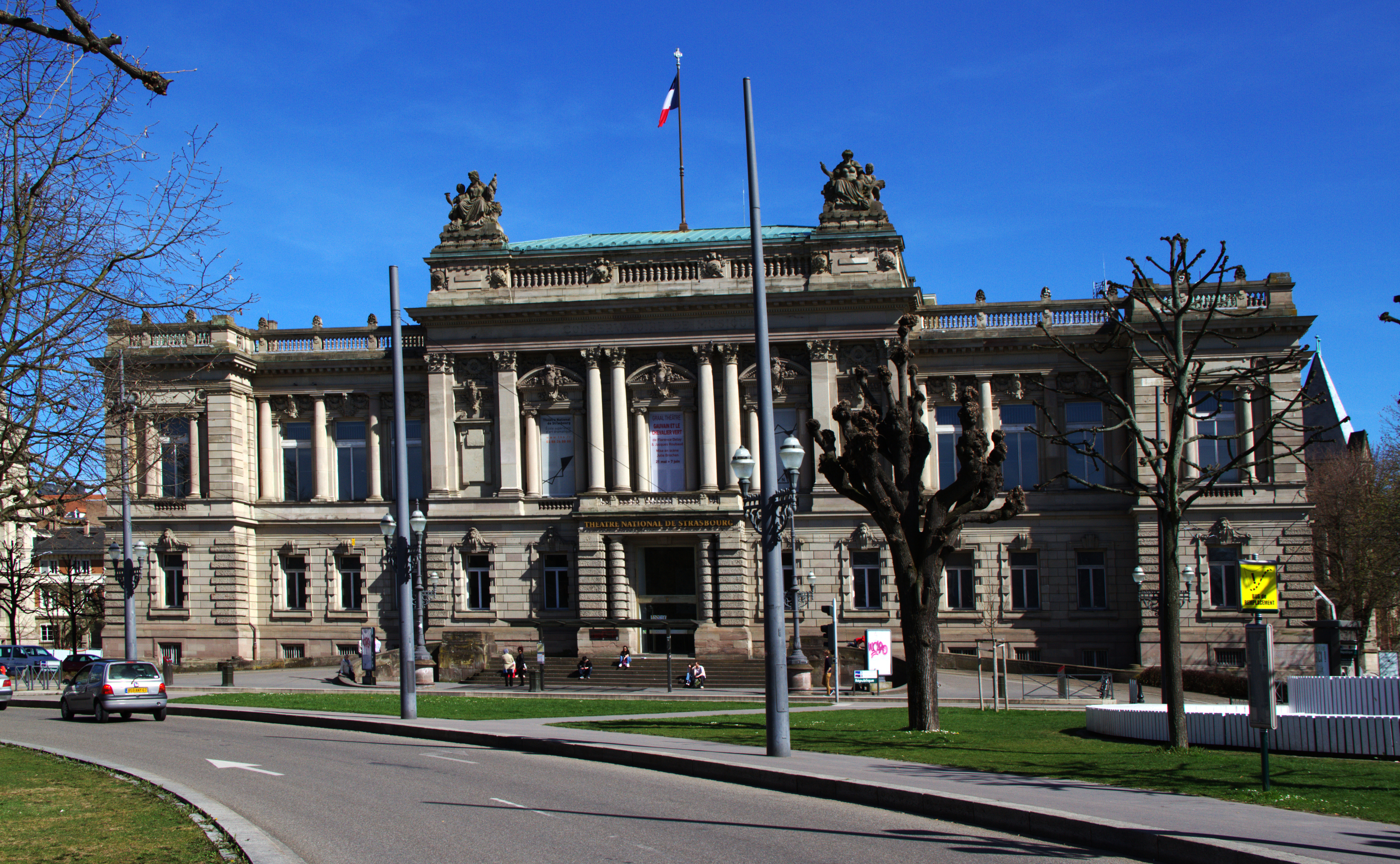
Le palais de la diète d'Alsace-Lorraine qui aujourd'hui abrite le Théâtre national de Strasbourg

Le parlement territorial d'Alsace-Lorraine (Landtag) est l’assemblée législative, entre 1911 et 1919, de ce territoire impérial puis État confédéré dans l’Empire allemand; puis de la République d'Alsace-Lorraine lorsque l'Etat confédéré d'Alsace-Lorrain doit faire face au vide juridique crée par l'abdication de l'Empereur et la fin de la monarchie dans l'Empire en novembre 1918 à la suite des révolutions gagnant tout l'Empire, dont l'Alsace. Le Parlement se constitue ainsi en Conseil national (nationalrat) et déclare sa souveraineté et son indépendance vis-à-vis de l'Empire (le Reich étant une confédération d'Etat souverains, ces derniers conservaient leur souveraineté et pouvaient ainsi quitter la confédération s'ils le souhaitaient). Le nouveau gouvernement officiel du Reich, (dont la France a reconnu la légitimité et son autorité puisque c'est avec lui qu'elle a négociée le traité d'Armistice) reconnait officiellement le Conseil national d'Alsace-Lorraine (et donc sa déclaration d'indépendance), le chancelier du Reich Friedrich Ebert félicite même le Conseil national.
Friedrich Ebert exerce de facto la fonction de Président du Reich avant sa nomination formelle le 11 février 1919; 3 mois après son arrivée au pouvoir. Au sein de l'Empire allemand, le président du Reich était de droit le Roi de Prusse et portait le titre honorifique d'Empereur (Kaiser), c'est le Président du Reich qui exercait l'autorité exécutive dans le Reichsland d'Alsace-Lorraine au nom des autres Etats fédérés du Reich. Le jour de son abdication, Guillaume II nomme Friedrich Ebert chancelier du Reich, un nouveau gouvernement républicain est mis en place le lendemain, le 10 novembre. Avec le départ de Guillaume II, la fonction de Chef de l'Etat est de facto exercée par Ebert, à qui Guillaume II a confié les rennes avant son départ. Ebert est reconnu comme chef d'Etat de facto légitime par la France et les Alliés puisque c'est avec lui qu'ils négocient le traité de Versailles ainsi que le traité d'Armistice. Ainsi, la reconnaissance officielle du Conseil national d'Alsace-Lorraine (et de sa déclaration d’indépendance) par Friedrich Ebert et par le gouvernement officiel du Reich sont légitimes, d'autant plus qu'Ebert était devenu l'autorité légitime ayant succédé au Kaiser, de ce fait il était dépositaire du pouvoir exécutif en Alsace-Lorraine, le fait qu'il ait personnellement reconnu et félicité le Conseil national et sa souveraineté rend d'autant plus légitime le Conseil national d'Alsace-Lorraine. 

## Prédécesseur
À la suite de la cession de l'Alsace-Lorraine par la France à l’Empire allemand, le nouveau territoire (« Reichsland Elsaß-Lothringen ») a été considéré, dans un premier temps, non comme un État confédéré, mais comme une dépendance d'Empire, relevant directement de la Couronne.
Il faudra attendre le décret impérial du 29 octobre 1874 pour voir l’institution d’un organe représentatif de l’Alsace-Lorraine impériale : le Landesausschuss (commission régionale) qui siégeait dans le bâtiment de l’actuel Théâtre national de Strasbourg, un bâtiment de style néoclassique construit entre 1888 et 1892 par les architectes August Hartel et Skjold Neckelman au cœur du quartier impérial allemand, dans le quartier du Neustadt de Strasbourg.
Les membres du Landesausschuss n’étaient pas directement élus, mais délégués par les trois Bezirkstag d'Alsace-Lorraine (conseils départementaux), qui envoyaient dix députés chacun. En 1879, le Landesausschuss fut agrandi. Désormais au nombre de 58, les membres émanaient des trois Bezirkstag d'Alsace-Lorraine (11 de Lorraine, 10 de Haute-Alsace et 13 de Basse-Alsace), de quatre Stadtkreise (4 députés pour Strasbourg, Mulhouse, Metz et Colmar) et de vingt Landkreise (20 députés), choisis de manière indirecte.
Après n’avoir d’abord eu qu’un rôle consultatif, cette commission territoriale a reçu, en 1877, une fonction législative et des pouvoirs financiers. Après 1879, il a reçu un droit d’initiative législative, mais ses résolutions nécessitaient néanmoins l’approbation du Bundesrat, le Conseil fédéral.

## Base juridique
Après mai 1911, le Landtag, créé en application de la constitution accordée au territoire impérial, fut composé de deux assemblées : l'assemblée de la première chambre (non élue), avec un rôle plutôt honorifique, et l'assemblée de la deuxième chambre, basée sur le suffrage direct, plus représentative.

## Composition de la Première Chambre (Chambre-Haute du Landtag)
La première chambre est composée de membres de droit issus de la société civile, et de membres nommés directement par l'empereur. Elle compte donc dans ses rangs des représentants des grandes corporations, ainsi que des personnalités politiques, choisies notamment parmi d'anciens parlementaires du Landesausschuss ou du Reichstag.
La première chambre était composée de :
- les deux évêques catholiques romains d'Alsace-Lorraine (l'évêque de Metz (Willibrord Benzler) et l'évêque de Strasbourg (Adolf Fritzen))
- le président du Consistoire suprême de l'Église de la Confession d'Augsbourg d'Alsace et de Lorraine (Friedrich Curtius)
- le président du conseil synodal de l'Église réformée d'Alsace et de Lorraine, Karl Piepenbring
- un représentant des Consistoires israélites de Haute-Alsace, de Lorraine et de Basse-Alsace (1912-1915 : Adolf Ury, 1915-1919 : Nathan Netter)

| Portrait         | Nom                                                                | Parti politique | Qualité         | Fonction                                                                                          | Religion                  |
| ---------------- | ------------------------------------------------------------------ | --------------- | --------------- | ------------------------------------------------------------------------------------------------- | ------------------------- |
|                  | Mgr. Adolf Fritzen                                                 | Aucun           | Membre de droit | Evêque de Strasbourg                                                                              | Catholicisme              |
|                  | Mgr. Willibrord Benzler                                            | Aucun           | Membre de droit | Evêque de Metz                                                                                    | Catholicisme              |
|                  | Révérend Friedrich Curtius                                         | Aucun           | Membre de droit | Président du Consistoire suprême de l'Église de la Confession d'Augsbourg d'Alsace et de Lorraine | Protestantisme luthérien  |
|                  | Révérend Karl Piepenbring                                          | Aucun           | Membre de droit | Président du conseil synodal de l'Église réformée d'Alsace et de Lorraine                         | Protestantisme calviniste |
| Rabbin Adolf Ury | Rabbin Adolf Ury (1912-1915) puis Rabbin Nathan Netter (1915-1919) | Aucun           | Membre de droit | Représentant des Consistoires israélites de Haute-Alsace , de Lorraine et de Basse-Alsace         | Judaïsme                  |

- le président du tribunal régional supérieur de Colmar ( à partir de 1913 : Hugo Molitor )
- un représentant de l' Université de Strasbourg , Wilhelm Wiegand

| Portrait         | Nom                          | Parti politique | Qualité                                                                | Fonction                                                                | Religion     |
| ---------------- | ---------------------------- | --------------- | ---------------------------------------------------------------------- | ----------------------------------------------------------------------- | ------------ |
| Dr. Hugo Molitor | Dr. Hugo Molitor (1913-1919) | Aucun           | Membre de droit                                                        | Président du tribunal supérieur de Colmar                               | Catholicisme |
|                  | Pr. Wilhelm Wiegand          | Aucun           | Membre de droit élu par l'Université de Strasbourg pour la représenter | Directeur des Archives du Bas-Rhin Professeur des Université (histoire) |              |

- quatre représentants des plus grandes villes :
  - Strasbourg (Maire Rudolf Schwander)
  - Metz (Maire Roger Joseph Foret)
  - Colmar (Maire Daniel Blumenthal)
  - Mulhouse (Michel Diemer-Heilmann)

| Portrait | Nom                    | Parti politique     | Qualité                                                                                   | Fonction                         | Religion |
| -------- | ---------------------- | ------------------- | ----------------------------------------------------------------------------------------- | -------------------------------- | --- |
|          | Dr. Rudolf Schwander   | Libéraux-démocrates | Membre de droit élu par le conseil municipal de Strasbourg pour le représenter au Landtag | Maire de Strasbourg              | Protestantisme luthérien |
|          | Dr. Roger Foret        | Zentrum             | Membre de droit élu par le conseil municipal de Metz pour le représenter au Landtag       | Maire de Metz                    | Catholicisme |
|          | Daniel Blumenthal      |                     | Membre de droit élu par le conseil municipal de Colmar pour le représenter au Landtag     | Maire de Colmar                  | Judaïsme puis protestantisme luthérien (Il était un juif russe, converti au luthéranisme après avoir immigré en Alsace, il est naturalisé allemand le 19 octobre 1882) |
|          | Michel Diemer-Heilmann | Aucun               | Membre de droit élu par le conseil municipal de Mulhouse pour le représenter au Landtag   | Conseiller Municipal de Mulhouse | Protestantisme calviniste |

- quatre représentants des Chambres de Commerce :
  - Chambre de Commerce et d'Industrie de Strasbourg : Charles Léon Ungemach
  - Chambre de Commerce et d'Industrie de Metz : Theodor Müller
  - Chambre de Commerce et d'Industrie de Colmar : Emile André Kiener
  - Chambre de commerce de Mulhouse : Theodor Schlumberger (Eduard Köchlin fut initialement élu à Mulhouse, mais il démissionna avant l'ouverture du Landtag)

| Portrait | Nom                   | Parti politique        | Qualité                                                                     | Fonction | Religion                  |
| -------- | --------------------- | ---------------------- | --------------------------------------------------------------------------- | --- | ------------------------- |
|          | Charles Léon Ungemach | Aucun                  | Membre de droit élu par la chambre de commerce et d'industrie de Strasbourg | Industriel, entrepreneur Conseiller municipal de Strasbourg Membre de la chambre de commerce et d'industrie de Strasbourg\|\|Catholicisme |                           |
|          | Theodor Müller        |                        | Membre de droit élu par la chambre de commerce et d'industrie de Metz       | Industriel, entrepreneur Président de la chambre de commerce et d'industrie de Metz                                                       | Catholicisme              |
|          | Emile André Kiener    | Aucun                  | Membre de droit élu par la chambre de commerce et d'industrie de Colmar     | Industriel, entrepreneur Président de la chambre de commerce de Colmar (1905-1928)                                                        | Protestantisme calviniste |
|          | Theodor Schlumberger  | Parti national-libéral | Membre de droit élu par la chambre de commerce et d'industrie de Mulhouse   | Industriel Président de la Société industrielle de Mulhouse                                                                               | Protestantisme calviniste |

- six représentants du Conseil agricole :
  - Sebastian Pius Gegauff et Friedrich Paul Greiner (démocrate) pour le Conseil agricole d'Alsace-Lorraine - district de Haute Alsace
  - Michael Baerst (sans affiliation politique, libéral) et Michel Diebolt (libéral) pour le Conseil agricole d'Alsace-Lorraine - district de Basse-Alsace
  - Augustin Henry (décédé après l'ouverture du Landtag) et Amedée Jean-Baptiste René Paié pour le Conseil agricole d'Alsace-Lorraine - district de Lorraine
- deux représentants de la Chambre des Métiers (François Xavier Ley (Zentrum) et Wilhelm Weißmann (libéral))
- trois représentants des syndicats

| Portrait | Nom                    | Parti politique           | Qualité                                                                                                   | Fonction                                                                         | Religion                 |
| -------- | ---------------------- | ------------------------- | --- | -------------------------------------------------------------------------------- | ------------------------ |
|          | Sebastian Pius Gegauff | Démocrate affilié Zentrum | Membre de droit élu par le Conseil agricole - district de Haute-Alsace pour représenter le monde agricole | Maire de Wittenheim de 1893 à 1919                                               | Catholicisme             |
|          | Friedrich Paul Greiner | Démocrate                 | Membre de droit élu par le Conseil agricole - district de Haute-Alsace pour représenter le monde agricole | Agriculteur                                                                      | Protestantisme luthérien |
|          | Michael Baerst         |                           | Membre de droit élu par le Conseil agricole - district de Basse-Alsace pour représenter le monde agricole | Agriculteur                                                                      | Protestantisme luthérien |
|          | Michel Diebolt         |                           | Membre de droit élu par le Conseil agricole - district de Basse-Alsace pour représenter le monde agricole | Agriculteur Directeur de la Caisse centrale agricole d'Alsace-Lorraine           | Protestantisme luthérien |
|          | Augustin Henry         | Aucun                     | Membre de droit élu par le Conseil agricole - district de Lorraine pour représenter le monde agricole     | Agriculteur Maire de Rixingen                                                    | Catholicisme             |
|          | Amedée Paié            | Lothringen Block          | Membre de droit élu par le Conseil agricole - district de Lorraine pour représenter le monde agricole     | Agriculteur                                                                      | Vieux-catholicisme       |
|          | Franz Xavier Ley       | Zentrum                   | Membre de droit élu par la Chambre des métiers pour la représenter                                        | Maître-boucher Président de l'Association des Sapeurs-Pompiers d'Alsace-Lorraine | Catholicisme             |
|          | Wilhelm Weißmann       | Libéral sans étiquette    | Membre de droit élu par la Chambre des métiers pour la représenter                                        | Maître-boucher                                                                   | Protestantisme luthérien |

ainsi que d'autres membres nommés par l'Empereur sur proposition du Conseil fédéral.
- Gustav Abt (sans appartenance à un parti, national-libéral)
- Hubert Franz Maria Graf von Andlau-Homburg (sans appartenance à un parti, Centre)
- Ferdinand Gustav Hans von Arnim , général
- Otto Back, Sous-secrétaire d'État et Maire de Strasbourg
- René Bian Maire et propriétaire foncier à Sentheim
- David Emil Bronnert (libéral)
- Albert Grégoire (Bloc Lothian, libéral)
- Johannes Hoeffel (Parti du Reich allemand)
- Paul Laband
- Hugo Miethe, directeur de l'aciérie
- Walther von Moßner, général
- Johann Josef Rech, maire de Sablon
- Sigismund Karl Maria Freiherr von Reinach, propriétaire foncier et maire de Hirzbach
- Heinrich Ruland, conseiller juridique
- Carl Georg Rudolf Max Schmidt, président de la direction générale des chemins de fer du Reich
- Léo Vonderscheer (au centre)
- Josef Johann Meckel, directeur d'école
- Franz Freiherr Zorn von Bulach, évêque auxiliaire de Strasbourg

| Portrait | Nom                             | Parti politique         | Qualité                           | Fonction | Religion                 |
| -------- | ------------------------------- | ----------------------- | --------------------------------- | --- | ------------------------ |
|          | Gustav Abt                      |                         | Nommé par l'Empereur Guillaume II | Industriel, fabricant de papier (dynastie du papier maché Abt)                                                               | Catholicisme             |
|          | Hubert Graf von Andlau-Homburg  |                         | Nommé par l'Empereur              | Comte d'Andlau-Hombourg Maire de Stotzheim (1902-1935) Directeur de l'association des coopératives rurales d'Alsace-Lorraine | Catholicisme             |
|          | Ferdinand Gustav Hans von Arnim |                         | Nommé par l'Empereur              | Général d'infanterie prussien                                                                                                | Protestantisme           |
|          | Dr. Otto Back                   | Aucun                   | Nommé par l'Empereur              | Président de la Chambre-Haute du Landtag (1911-1917) Ancien Maire de Strasbourg (1873-1880 puis 1886-1906)                   | Protestantisme luthérien |
|          | René Bian                       |                         | Nommé par l'Empereur              | Industriel Maire de Sentheim (1888-1915)                                                                                     | Protestantisme           |
|          | Pr. David Emil Bronnert         | Libéral                 | Nommé par l'Empereur              | Industriel dans la chimie Professeur titulaire de chimie à l'école de chimie de Mulhouse                                     |                          |
|          | Albert Grégoire                 | Libéral                 | Nommé par l'Empereur              | Vice-président de la Chambre-Haute du Lantdag Député au Reichtag (1907-1912) Avocat                                          |                          |
|          | Dr. Johannes Hoeffel            | Freikonservative Partei | Nommé par l'Empereur              | Président de la Chambre-Haute (à partir de 1917 à la suite du décès de Otto Back) Médecin Maire de Bouxwiller (1887-1918)    | Protestantisme luthérien |
|          | Pr. Paul Laband                 |                         | Nommé par l'Empereur              | Professeur de droit constitutionnel à l'Université de Strasbourg                                                             | Catholicisme             |
|          | Hugo Miethe                     |                         | Nommé par l'Empereur              | Directeur de l'aciérie de Rombach et conseiller municipal de la commune                                                      | Protestantisme           |
|          | Walther von Moßner              | Aucun                   | Nommé par l'Empereur              | Général de cavalerie prussien à la retraite depuis 1910 (est rappelé au service en 1914)                                     | Protestantisme luthérien |
|          | Dr. Josef Rech                  | Zentrum                 | Nommé par l'Empereur              | Directeur d'un Gymnase épiscopal de Motnigny-lès-Metz Professeur de philosophie                                              | Catholicisme             |
|          | Sigismund von Reinach-Hirtzbach |                         | Nommé par l'Empereur              | Maire de Hirzbach (1908-1935) Baron de Reinach-Hirtzbach                                                                     | Catholicisme             |
|          | Dr. Heinrich Ruland             | Zentrum                 | Nommé par l'Empereur              | Médecin et avocat Président de l'Association allemande pour l'aide aux pauvres et la charité                                 | Catholicisme             |
|          | Rudolf Schmidt                  |                         | Nommé par l'Empereur              | Président des chemins de fer d'Alsace-Lorraine de 1910 à 1912                                                                |                          |
|          | Léo Vonderscheer                | Zentrum                 | Nommé par l'Empereur              | Député du Reichtag (1899 à 1912) Avocat, puis Juge de district à Strasbourg à partir de 1912                                 | Catholicisme             |
|          | Josef Johann Meckel             |                         | Nommé par l'Empereur              | Professeur d'allemand et directeur d'école à Strasbourg-Roberstau                                                            |                          |
|          | Franz Freiherr Zorn von Bulach  |                         | Nommé par l'Empereur              | Evêque auxiliaire de Strasbourg                                                                                              | Catholicisme             |

La Première Chambre a élu son Présidium lors de sa réunion du 22 novembre 1911.
- Président : ancien maire Otto Back (1911 à 1917), Johannes Hoeffel (1917-1918)
- 1er vice-président : Johannes Hoeffel, médecin de Buchsweiler
- 2 Vice-président : Grégoire, Lorraine
- Secrétaire:
  - Léo Vonderscheer
  - Kiener
  - Dieboldt-Weber

## Composition de la Seconde Chambre (Chambre-Basse du Landtag)
|  | NOM                        | PARTI POLITIQUE   | DISTRICT     | CIRCONSCRIPTION | NUMÉRO |
|  | -------------------------- | ----------------- | ------------ | --- | ------ |
|  | Josef Heinrich             | Zentrum           | Haute-Alsace | Circonscription de Ferrette-Hirsingue | 1      |
|  | Dr. Eugen Ricklin          | Zentrum           | Haute-Alsace | Circonscription d'Altkirch-Dannemarie | 2      |
|  | Karl Hindelang             | SPD               | Haute-Alsace | Circonscription de Colmar-Ville (ville de Colmar sans les quartiers à l'ouest de la ligne Strasbourg-Bâle et la commune de Houssen) | 3      |
|  | Jakob Immer                | Liberaldemokraten | Haute-Alsace | Circonscription de Colmar-Munster-Wintzenheim (quartiers ouest de Colmar, le canton de Munster et les communes de Turckheim, Walbach, Winzenheim et Zimmerbach)                                                                                          | 4      |
|  | Josef Kübler               | Zentrum           | Haute-Alsace | Circonscription de Neuf Brisach - Andolsheim (commune de Sainte Croix en Plaine, canton de Neuf Brisach, canton d'Andolsheim sans la commune de Houssen, et le canton de Wintzenheim sans les communes de Turckheim, Walbach, Wintzenheim et Zimmerbach) | 5      |
|  | Gustav Robert Schlumberger | Liberaldemokraten | Haute-Alsace | Circonscription de Guebwiller-Soultz (canton de Guebwiller et communes de Soultz et Jungholtz) | 6      |
|  | Josef Rudolf               | Zentrum           | Haute-Alsace | Circonscription de Bollwiller-Ensisheim-Rouffach (canton de Ensisheim et canton de Rouffach ainsi que le canton de Soultz sans les communes de Soultz et Jungholtz)                                                                                      | 7      |
|  | Leopold Emmel              | SPD               | Haute-Alsace | Circonscription de Mulhouse I (Polizeireviere I et VI de Mulhouse) | 8      |
|  | Josef Schilling            | SPD               | Haute-Alsace | Circonscription de Mulhouse II (Polizeireviere II et III de Mulhouse) | 9      |
|  | Eduard Drumm               | Liberaldemokraten | Haute-Alsace | Circonscription de Mulhouse III (Polizeireviere IV et V de Mulhouse) | 10     |
|  | Johannes Martin            | SPD               | Haute-Alsace | Circonscription de l'arrondissement de Mulhouse (canton de Mulhouse-Nord et canton de Mulhouse-Sud sans la ville de Mulhouse) | 11     |
|  | Dr. Josef Brom             | Zentrum           | Haute-Alsace | Circonscription de Huningue-Sierentz (canton de Huningue ainsi que les communes de Bartenheim, Kembs, et Sierentz) | 12     |
|  | Médard Jules Brogly        | Zentrum           | Haute-Alsace | Circonscription de Habsheim-Landser (canton de Habsheim et canton de Landser sans les communes de Bartenheim, Kembs et Sierentz) | 13     |
|  | Abbé Emil Wetterle         | Zentrum, NB       | Haute-Alsace | Circonscription de Ribeauvillé-Kaysersberg (canton de Ribeauvillé et canton de Kaysersberg) | 14     |
|  | Laurent Meyer              | SPD               | Haute-Alsace | Circonscription de Sainte Marie aux Mines - Lapoutroie (canton de Sainte Marie aux Mines et canton de Lapoutroie) | 15     |
|  | Josef Remy                 | Zentrum           | Haute-Alsace | Circonscription de Cernay - Masevaux | 16     |
|  | Abbé Eugen Muller          | Zentrum           | Haute-Alsace | Circonscription de Thann - Saint Amarin | 17     |
|  | Georg Wolf                 | Liberaldemokraten | Basse-Alsace | Circonscription de Strasbourg I | 18     |
|  | Karl Burger                | Liberaldemokraten | Basse-Alsace | Circonscription de Strasbourg II | 19     |
|  | Eugen Imbs                 | SPD               | Basse-Alsace | Circonscription de Strasbourg III | 20     |
|  | Georg-Wilhelm Wolfer       | SPD               | Basse-Alsace | Circonscription de Strasbourg IV | 21     |
|  | Bernhard Böhle             | SPD               | Basse-Alsace | Circonscription de Strasbourg V | 22     |
|  | Jacques Peirotes           | SPD               | Basse-Alsace | Circonscription de Strasbourg VI | 23     |
|  | Richard Fuchs              | SPD               | Basse-Alsace | Circonscription de Schiltigheim | 24     |
|  | Laurent Fischer            | Zentrum           | Basse-Alsace | Circonscription de Brumath | 25     |
|  | Franz-Josepf Fix           | fraktionslos      | Basse-Alsace | Circonscription de Truchtersheim-Hochfelden | 26     |
|  | Alphonse Gilliot           | Zentrum           | Basse-Alsace | Circonscription de Erstein-Benfeld | 27     |
|  | Abbé Franz Xavier Martz    | Zentrum           | Basse-Alsace | Circonscription de Geispolsheim-Obernai | 28     |
|  | Karl Hauss                 | Zentrum           | Basse-Alsace | Circonscription de Haguenau | 29     |
|  | Georg Atzel                | fraktionslos      | Basse-Alsace | Circonscription de Bischwiller | 30     |
|  | Johannes Michel            | Liberaldemokraten | Basse-Alsace | Circonscription de Niederbronn | 31     |
|  | Michel Heysch              | SPD               | Basse-Alsace | Circonscription de Schirmeck-Saales-Rosheim | 32     |
|  | Abbé Nicolas Delsor        | Zentrum, NB       | Basse-Alsace | Circonscription de Molsheim-Wasselonne | 33     |
|  | Dr. Josef Pfleger          | Zentrum           | Basse-Alsace | Circonscription de Sélestat-Marckolsheim | 34     |
|  | Dr. Alphons Schott         | Zentrum           | Basse-Alsace | Circonscription de Barr-Villé | 35     |
|  | Heinrich Wiltberger        | Zentrum           | Basse-Alsace | Circonscription de Wissembourg-Lauterbourg-Seltz | 36     |
|  | Alfred Wolf                | Liberaldemokraten | Basse-Alsace | Circonscription de Soultz sous Forêts - Woerth sur Sauer | 37     |
|  | Ludwig Knoepffler          | Zentrum           | Basse-Alsace | Circonscription de Saverne-Marmoutier | 38     |
|  | Georg Wehrung              | Liberaldemokraten | Basse-Alsace | Circonscription de Sarre Union - Drulingen | 39     |
|  | Eduard Meyer               | Liberaldemokraten | Basse-Alsace | Circonscription de Bouxwiller - La Petite Pierre | 40     |
|  | Maximilian Donnevert       | Liberaldemokraten | Lorraine     | Circonscription de Metz I | 41     |
|  | Nikolaus Jung              | Lothringer Block  | Lorraine     | Circonscription de Metz II | 42     |
|  | Louis Pierson              | Lothringer Block  | Lorraine     | Circonscription de Gorze-Verny-Pange | 43     |
|  | Adolf Heinrich Steinmetz   | Liberaldemokraten | Lorraine     | Circonscription de Montigny-Sablon | 44     |
|  | Johann Norbert Hinsberg    | Liberaldemokraten | Lorraine     | Circonscription de Vigy-Rombach | 45     |
|  | Alexis Weber               | Lothringer Block  | Lorraine     | Circonscription de Boulay-Faulquemont | 46     |
|  | Abbé Joseph Bourger        | Lothringer Block  | Lorraine     | Circonscription de Bouzonville-Téterchen | 47     |
|  | Jean François Labroise     | Lothringer Block  | Lorraine     | Circonscription de Château Salins - Delme - Vic | 48     |
|  | Maurice Barthélemy         | Lothringer Block  | Lorraine     | Circonscription de Albestroff-Dieuze | 49     |
|  | Franz Zimmer               | Lothringer Block  | Lorraine     | Circonscription de Thionville - Hettange Grande | 50     |
|  | Fernand Schuman            | Lothringer Block  | Lorraine     | Circonscription de Cattenom-Sierck-Metzervisse | 51     |
|  | Franz Fick                 | Lothringer Block  | Lorraine     | Circonscription d'Algrange | 52     |
|  | Nikolaus Engel             | Lothringer Block  | Lorraine     | Circonscription de Hayange - Moyeuvre Grande | 53     |
|  | Josef Collet               | Zentrum           | Lorraine     | Circonscription de Forbach | 54     |
|  | Abbé Ludwig Hackspill      | Liberaldemokraten | Lorraine     | Circonscription de Saint Avold | 55     |
|  | Abbé Viktor Michel Heymès  | Zentrum           | Lorraine     | Circonscription de Sarralbe | 56     |
|  | Dr. Georg Clemens Müller   | Zentrum           | Lorraine     | Circonscription de Sarrebourg-Lorquin | 57     |
|  | Ludwig Meyer               | Zentrum           | Lorraine     | Circonscription de Phalsbourg-Fénétrange-Réchicourt | 58     |
|  | Franz Hoën                 | Zentrum           | Lorraine     | Circonscription de Sarreguemines | 59     |
|  | Jakob Hessemann            | Zentrum           | Lorraine     | Circonscription de Bitche-Rohrbach-Wolmunster | 60     |

## Avant la guerre
Dans le paysage politique régional, on assiste à l’implantation progressive des partis politiques de type allemand, corrélativement à l’émergence d’une politique régionale propre au Reichsland et à ses enjeux. Mais la fusion politique du territoire, au sein de l’Empire, n’est pas totalement achevée en 1914.

## Première Guerre mondiale
Au début de la Première Guerre mondiale, les dirigeants allemands conservateurs doutaient de la loyauté des Alsaciens-Lorrains au Reich. Un certain nombre de membres du parlement partageaient cette défiance. Les autorités militaires d’Alsace-Lorraine redoutaient une discussion critique de la guerre. Au lieu d’envisager une dissolution du parlement, il fut décidé que la diète régionale serait autorisée à siéger pour adopter le budget de l’État et la législation en cours, mais que les décisions devaient être adoptées sans débats. Les sessions du 8 au 15 avril 1915 s’effectuèrent dans ces conditions. Les députés arrêtèrent que les débats de la commission du budget de l’année suivante pourraient au moins s’effectuer en débat ouvert à huis clos. Les sessions parlementaires suivantes eurent lieu du 26 avril au 26 mai 1916, puis du 5 juin au 12 juillet. La dernière session eut lieu du 12 au 30 avril 1918.

## Après la Guerre
Fin octobre 1918, à l'approche de sa défaite, l'Empire allemand autorisa le territoire impérial à devenir un État confédéré. Après l'abdication de l'Empereur, début novembre, le Landtag se constitua en conseil national et assuma comme seule autorité légitime toutes les responsabilités de gouvernance de l’Alsace-Lorraine. Après l'arrivée des autorités françaises (conformément aux conditions de l'armistice signé le 11 novembre entre l'Allemagne et les alliés), il se prononça à l'unanimité, le 6 décembre, pour le rattachement à la France. Le 17 octobre 1919, après le traité de Versailles, le Reichsland Elsaß-Lothringen, et avec lui le Landtag d'Alsace-Lorraine, furent dissous. Dès lors, l’Alsace-Lorraine fut administrée de Paris par une direction générale.

## Sources
- Reichsland Elsass-Lothringen sur wahlen-in-deutschland.de
- Statistisches Landesamt für Elsass-Lothringen: Die Landtagswahlen von 1911 in Elsass-Lothringen. Sondernummer der Nachrichten des Statistischen Landesamts für Elsass-Lothringen. Druckerei der Straßburger Neuesten Nachrichten AG, Straßburg 1911, (p. 5–37).
- Hermann Hiery: Wahlen und Wahlverhalten im Reichsland Elsaß-Lothringen 1871–1914. In: Ara und Kolb: Grenzregionen im Zeitalter der Nationalismen – Elsaß-Lothringen / Trient-Triest., 1998.
- Regierung und Landtag von Elsaß-Lothringen 1911–1916. Biographisch-statistisches Handbuch. Mühlhausen, 1911.
- Verhandlungen der Zweiten Kammer des Landtags für Elsaß-Lothringen. (12 Bände), Straßburger Druckerei und Verlagsanstalt, vormals R. Schultz u. Comp., 1912–1917
- Verfassungen des Reichslandes Elsaß-Lothringen sur verfassungen.de (Constitution du 31 mai 1911)